# The Last Ninja Remix
The Last Ninja Remix is een videospel voor de platforms Commodore 64 en Commodore 128. Het spel werd uitgebracht in 1990. 